# Mubadala Silicon Valley Classic 2021
Il Mubadala Silicon Valley Classic 2021 è un torneo di tennis femminile giocato su campi in cemento. È la 50ª edizione dell'evento. Appartiene alla categoria WTA 500 nel WTA Tour 2021. Il torneo si svolge presso il Tennis Center della San José State University dal 2 all'8 agosto 2021.

## Partecipanti al singolare

### Teste di serie
| Nazionalità | Giocatrice           | Ranking* | Testa di serie |
| ----------- | -------------------- | -------- | -------------- |
| Belgio      | Elise Mertens        | 17       | 1              |
| Kazakistan  | Elena Rybakina       | 20       | 2              |
| Stati Uniti | Madison Keys         | 26       | 3              |
| Russia      | Dar'ja Kasatkina     | 31       | 4              |
| Russia      | Veronika Kudermetova | 32       | 5              |
| Croazia     | Petra Martić         | 33       | 6              |
| Stati Uniti | Danielle Collins     | 35       | 7              |
| Kazakistan  | Julija Putinceva     | 36       | 8              |
| Stati Uniti | Alison Riske         | 37       | 9              |

* Ranking al 26 luglio 2021.

### Altre partecipanti
Le seguenti giocatrici hanno ricevuto una wild card per il tabellone principale:
- Claire Liu
- Emma Raducanu

La seguente giocatrice è entrata in tabellone con il ranking protetto:
- Coco Vandeweghe

Le seguenti giocatrici sono passate dalle qualificazioni:

- Emina Bektas
- Han Na-lae
- Ana Konjuh
- Lesley Kerkhove

### Ritiri
Prima del torneo
- Ekaterina Aleksandrova → sostituita da  Kristina Mladenovic
- Paula Badosa → sostituita da  Caroline Garcia
- Sofia Kenin → sostituita da  Marie Bouzková
- Veronika Kudermetova → sostituita da  Caty McNally
- Karolína Muchová → sostituita da  Donna Vekić
- Jeļena Ostapenko → sostituita da  Anastasija Sevastova

## Partecipanti al doppio
| Nazione   | Giocatrice         | Nazione     | Giocatrice         | Ranking* | Testa di serie |
| --------- | ------------------ | ----------- | ------------------ | -------- | -------------- |
| Canada    | Gabriela Dabrowski | Brasile     | Luisa Stefani      | 37       | 1              |
| Croazia   | Darija Jurak       | Slovenia    | Andreja Klepač     | 49       | 2              |
| Australia | Ellen Perez        | Rep. Ceca   | Květa Peschke      | 76       | 3              |
| Rep. Ceca | Marie Bouzková     | Rep. Ceca   | Lucie Hradecká     | 78       | 4              |
| Messico   | Giuliana Olmos     | Stati Uniti | Sabrina Santamaria | 90       | 5              |

* Ranking al 26 luglio 2021.

### Altri partecipanti
Le seguenti coppie hanno ricevuto una wildcard per il tabellone principale:
- Makenna Jones /  Elizabeth Scotty
- Ashlyn Krueger /  Robin Montgomery

Le seguenti coppie di giocatrici sono entrate in tabellone come alternate:
- Peyton Stearns /  Maribella Zamarripa

### Ritiri
Prima del torneo
- Marie Bouzková /  Lucie Hradecká → sostituite da  Peyton Stearns /  Maribella Zamarripa
- Chan Hao-ching /  Latisha Chan → sostituite da  Elixane Lechemia /  Ingrid Neel
- Desirae Krawczyk /  Bethanie Mattek-Sands → sostituite da  Emina Bektas /  Tara Moore
- Sania Mirza /  Asia Muhammad → sostituite da  Erin Routliffe /  Aldila Sutjiadi

## Punti e montepremi
| Torneo    | Torneo              | V       | F      | SF     | QF     | 2T     | 1T    | Q  | Q2    | Q1    |
| Singolare | Punti               | 470     | 305    | 185    | 100    | 55     | 1     | 25 | 13    | 1     |
| Singolare | Premi in denaro ($) | 128.100 | 68.280 | 37.330 | 21.330 | 10.670 | 6.990 | 0  | 3.225 | 1.810 |
| Doppio    | Punti               | 470     | 305    | 185    | 100    | –      | 1     | –  | –     | –     |
| Doppio    | Premi in denaro ($) | 40.300  | 21.330 | 11.735 | 5.975  | –      | 3.240 | –  | –     | –     |

## Campionesse

### Singolare
Danielle Collins ha sconfitto in finale  Dar'ja Kasatkina con il punteggio di 6–3, 6(10)–7, 6–1.

### Doppio
Darija Jurak /  Andreja Klepač hanno sconfitto in finale  Gabriela Dabrowski /  Luisa Stefani con il punteggio di 6–1, 7–5.